# Lago Bernardo
Il lago Bernardo (anche lago Bennardo o lago d'Istia) è stato un bacino lacustre situato a nord-est della città di Grosseto.
Bonificato a partire dal XVIII secolo e progressivamente scomparso, dell'antico lago Bernardo è rintracciabile solamente il solco circolare lasciato dal suo alveo tra la periferia nord-orientale della città e la frazione di Istia d'Ombrone. Da questo specchio d'acqua aveva origine il fosso Molla, che attraversava l'omonima piana a nord di Grosseto per confluire nell'ex lago di Castiglione.

## Storia
Il lago Bernardo risulta documentato sin dal XII secolo, citato nella bolla di papa Clemente III del 12 aprile 1188 in cui venivano confermati a Gualfredo, vescovo di Grosseto, i possedimenti della diocesi grossetana. Nel XIII secolo divenne probabilmente oggetto di opere di regimazione idraulica per sfruttare i terreni posti all'esterno dalla vasta area umida del lago Prile. In una carta del 1262 è ricordata la sponda meridionale del lago come linea di confine tra le proprietà della mensa vescovile di Istia e i beni pertinenti alla comunità di Grosseto. Un appezzamento di terra di sei moggia situato «alagobernardi versus Yschiam» è indicato tra i beni dell'ospedale di Santa Maria della Scala di Siena in una carta del 1430.
Il lago ebbe un ruolo di rilievo nell'economia locale, in quanto noto per la sua elevata pescosità documentata in vari documenti medievali. Nel 1468 è definito lago d'Istia e menzionato come luogo vantaggioso per l'approvvigionamento di pesce da parte della Repubblica di Siena. Tuttavia, a causa dello sfruttamento intensivo da parte dei senesi, non supportato da una corretta manutenzione dell'alveo, il lago finì con l'impoverirsi e nel 1642 è messa in luce la forte diminuzione della fauna ittica. Così scrive Francesco Piccolomini: «gode ancora il Vescovado un laghetto chiamato il Lago Bennardo quale confina con la corte di Grosseto, et con la corte d'Istia si ci pigliano delle tinche, et de lucci al tempo della quadragesima, et qualche anguilla, et scarpita. Non si cava anco da questi intrata alcuna solamente da tanto pesce che basta alla casa la Quaresima».
Alla metà del XVIII secolo il lago si presentava in condizioni di forte degrado ambientale. Il granduca Pietro Leopoldo di Lorena dette così ordine all'ingegnere e matematico gesuita Leonardo Ximenes di occuparsi delle operazioni di bonifica dell'area – che comprendeva anche il vicino Lagacciolo – e del fosso Molla che metteva in collegamento il lago Bernardo con il lago di Castiglione. Nel 1767 il lago Bernardo risultava quasi totalmente prosciugato e nel maggio di quell'anno lo Ximenes scriveva che le acque erano ridotte «ad una estensione che non arriva a staia 3 di terreno».
Ormai inutilizzato, il territorio dell'alveo fu interessato da ulteriori interventi tra la metà del XIX e l'inizio del XX secolo, che portarono alla totale scomparsa di ciò che rimaneva del lago Bernardo. La presenza di una rete lacustre nell'area di Istia d'Ombrone, di cui facevano parte il lago Bernardo e il Lagacciolo, rimane nella toponomastica grossetana nella strada provinciale 42 "Via dei Laghi" che collega Istia a Roselle.